# 温故学会会館
温故学会会館（おんこがっかいかいかん）は、東京都渋谷区東二丁目にある会館。公益社団法人温故学会により運営され、『群書類従』などの版木約2万枚の保存・展示を行っている。同会の事務所が会館の建物内にある。

## 概要

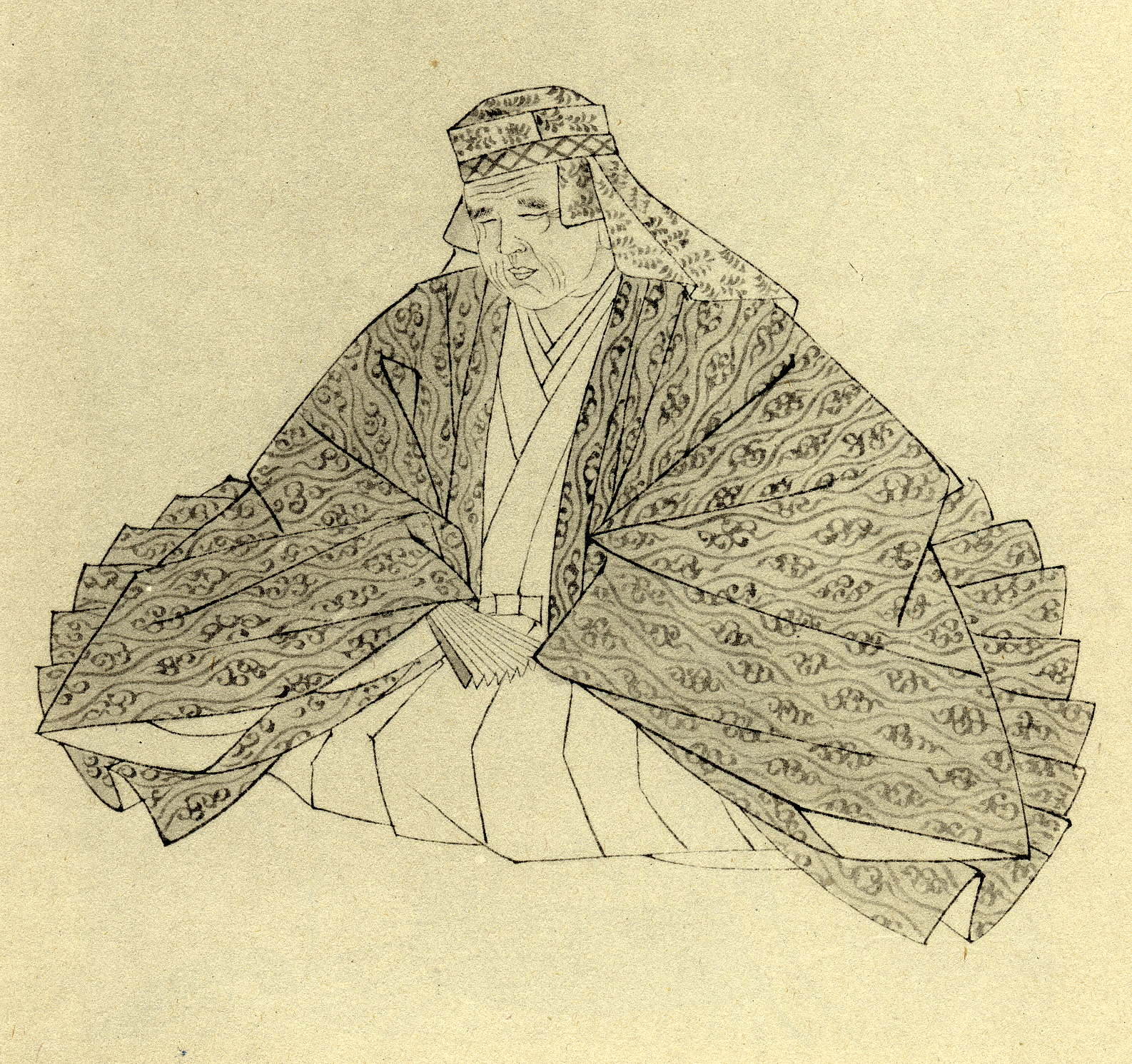
塙保己一

温故学会会館は、江戸時代後期の全盲の国学者・塙保己一が41年間をかけて、全国各地に散在していた貴重な書物を集め、校訂を加え、種類ごとに分けて編纂した文献集である『群書類従』 の版木を管理・保存する目的で、斉藤茂三郎（第2代温故学会理事長）が渋沢栄一、三井八郎右衛門ら各界の著名人に呼びかけ、全国からの協賛を得て建てられた。

## 沿革
- 1909年（明治42年） - 井上通泰が文部省の倉庫で『群書類従』版木を発見。塙忠雄（保己一の曾孫）が「温故会」を四谷愛染院内に置く。
- 1911年（明治44年） - 「温故学会」と改称。『群書類従』の摺立てを再開。
- 1913年（大正2年） - 東京帝国大学に『群書類従』版木の保管を申し出る。
- 1914年（大正3年） - 保管倉庫の建設を条件に版木の保管を許可される。
- 1915年（大正4年） - 東宮職より『群書類従』全巻（666冊）の摺立てを下命される。
- 1921年（大正10年） - 塙保己一生誕100年祭を愛染院にて開催。
- 1922年（大正11年） - 皇室より『群書類従』をケンブリッジ大学に寄贈。
- 1923年（大正12年） - 東京帝国大学より『群書類従』版木を下付される。
- 1924年（大正13年） - 温故学会会館の建設を検討開始。
- 1925年（大正14年） - 会館建設資金の募集開始。場所を東京府豊多摩郡渋谷町大字下渋谷氷川裏（現在地）に決定。
- 1926年（大正15年）8月 - 会館の建設に着手。
- 1927年（昭和2年）3月 - 会館竣工。
- 1954年（昭和29年） - 『群書類従』版木が東京都の都重宝（現・都指定有形文化財）に指定される。
- 1956年（昭和31年） - 『徒然草』『万葉集』版木が都重宝（現・都指定有形文化財）に指定される。
- 1957年（昭和32年） - 『群書類従』版木が国の重要文化財に指定される。

## 文化財
重要文化財
群書類従版木17,244枚
江戸時代、1957年（昭和32年）2月19日、重要文化財指定（種別：歴史資料）。
登録有形文化財（建造物）
温故学会会館
1927年（昭和2年）建築、鉄筋コンクリート造2階建、建築面積187m2。
登録年月日：2000年（平成12年）4月28日
種別：文化福祉
登録基準：造形の規範となっているもの

## 利用情報
- 開館時間/月曜～金曜日/午前9時～午後5時まで。
- 休館日/土・日・祝は問い合わせ必要。
- 観覧料/大人100円、小学生～中学生まで無料。

## 交通アクセス
鉄道
- JR東日本、山手線、湘南新宿ライン - 渋谷駅より徒歩約18分、恵比寿駅より徒歩約23分。
- 京王井の頭線 - 渋谷駅より徒歩約20分。
- 東急東横線、東急田園都市線 - 渋谷駅より徒歩約16分。
- 東京メトロ、銀座線 - 渋谷駅より徒歩約18分、半蔵門線、副都心線 - 渋谷駅より徒歩約16分。

路線バス
- 都営バス -　渋谷駅より日赤医療センター行き、国学院大学前下車徒歩約1分。

## ギャラリー
- 公道北側より見た概観（2015年6月撮影）
- 公道西側より見た概観（2015年6月撮影）
- 公道から玄関ポーチを見る（2015年6月撮影）
- 玄関左側の塙保己一の銅像（2015年6月撮影）
- 玄関ポーチを見る（2015年6月撮影）
- 玄関ホール（2015年6月撮影）